# جوي مكسيم
جوي مكسيم (بالإنجليزية: Joey Maxim)‏ مواليد 28 مارس 1922 في كليفلاند، الولايات المتحدة - الوفاة 2 يونيو 2001 في فلوريدا، الولايات المتحدة، كان ملاكم أمريكي سابق صنّف ضمن فئة وزن خفيف الثقيل.

## إحصائيات
خاض خلال مسيرته 115 نزالا، فاز في 82 وتعادل في 4 وخسر في 29. فاز بالضربة القاضية في 21 نزالا.

## روابط خارجية
- جوي مكسيم على موقع بوكس ريك (الإنجليزية) (registration required)